# Верблек
Верблек (нім. Wehrbleck) — громада в Німеччині, розташована в землі Нижня Саксонія. Входить до складу району Діпгольц. Складова частина об'єднання громад Кірхдорф.
Площа — 27,93 км2. Населення становить 757 ос. (станом на 31 грудня 2021).